# Accrington Football Club
Maillots
Accrington Football Club est un ancien club de football basé à Accrington et qui évolua dans le championnat d'Angleterre de football de 1888 à 1893. Il cesse ses activités en 1896. C'est un club distinct du Accrington Stanley (en) (1891-1966) et du Accrington Stanley Football Club (fondé en 1968 et encore en activité).

## Histoire

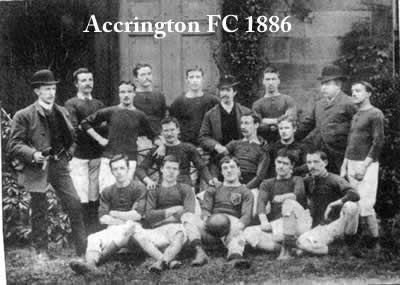
L'équipe en 1886.

Le club est fondé en 1878 quand les membres du club de cricket d'Accrington décident d'abandonner la pratique formelle de la combination (mélangeant football et rugby) pour adopter les règles recommandées par la Fédération anglaise. 
Le premier match se tient le 28 septembre 1878 contre l'équipe voisine de Church Rovers. Quelques semaines après ses débuts, l'équipe est conviée à disputer un des premiers matches joués à la lumière de projecteurs sur le terrain des Blackburn Rovers (1er novembre 1878). 20 000 spectateurs assistent à l'évènement. Accrington donne son stade du même type d'équipement d'éclairage artificiel et attirent plus de 3000 spectateurs le 20 novembre 1878 pour une rencontre en nocturne contre Church Rovers. 
Dès la saison 1879-80, le club aligne trois équipes et peut déjà compter sur quelques centaines de supporters. 
Accrington accède en 1/32e de finale de la FA Cup en 1881-82, mais Darwen FC écarte les Reds par 3 à 1. Le club est alors touché par la chasse à l'amateurisme marron : Accrington est exclu de la FA et la Ligue régionale du Lancashire en novembre 1884, avec interdiction de s'aligner en compétition ou de disputer des matches amicaux contre d'autres clubs. Cette exclusion apparait excessive à de nombreux clubs qui se réunissent dans les derniers jours de l'année 1884 pour marquer leur soutien à Accrington et exiger l'ouverture de débats à propos de l'autorisation du professionnalisme. La FA, qui redoute la scission, autorise ces débats et autorise finalement le professionnalisme dans la foulée. Accrington adopte ce statut et joue désormais devant des foules de 3 à 6000 supporters.
Le club est contacté en 1888 pour former la Football League avec onze autres formations. Les Reds acceptent et font leurs débuts en championnat le 8 septembre 1888 sur le terrain d'Everton FC. Le premier match à domicile est joué le 6 octobre face à Wolverhampton devant 4000 spectateurs.
Malgré des moyens limités par rapport aux autres clubs et des affluences médiocres, Accrington se maintient au plus niveau pendant cinq saisons. 15e en 1892-1893, Accrington est relégué. Plutôt que partir en D2 en 1893-84, le club opte pour la Lancashire League, championnat local nécessitant des moyens financiers beaucoup moins lourds. Après trois saisons à ce niveau, le club cesse ses activités (1896). Trois joueurs du club ont été internationaux : George Haworth (en), Joe Lofthouse (en) et Jimmy Whitehead (en).

## Sources
- (en) Dave Twydell, Rejected F.C. (vol. 2), Harefield (Middx.), Yore, 1995,  (ISBN 978-1-874427-21-6), « Accrington FC », p.12-36